# Konstsim

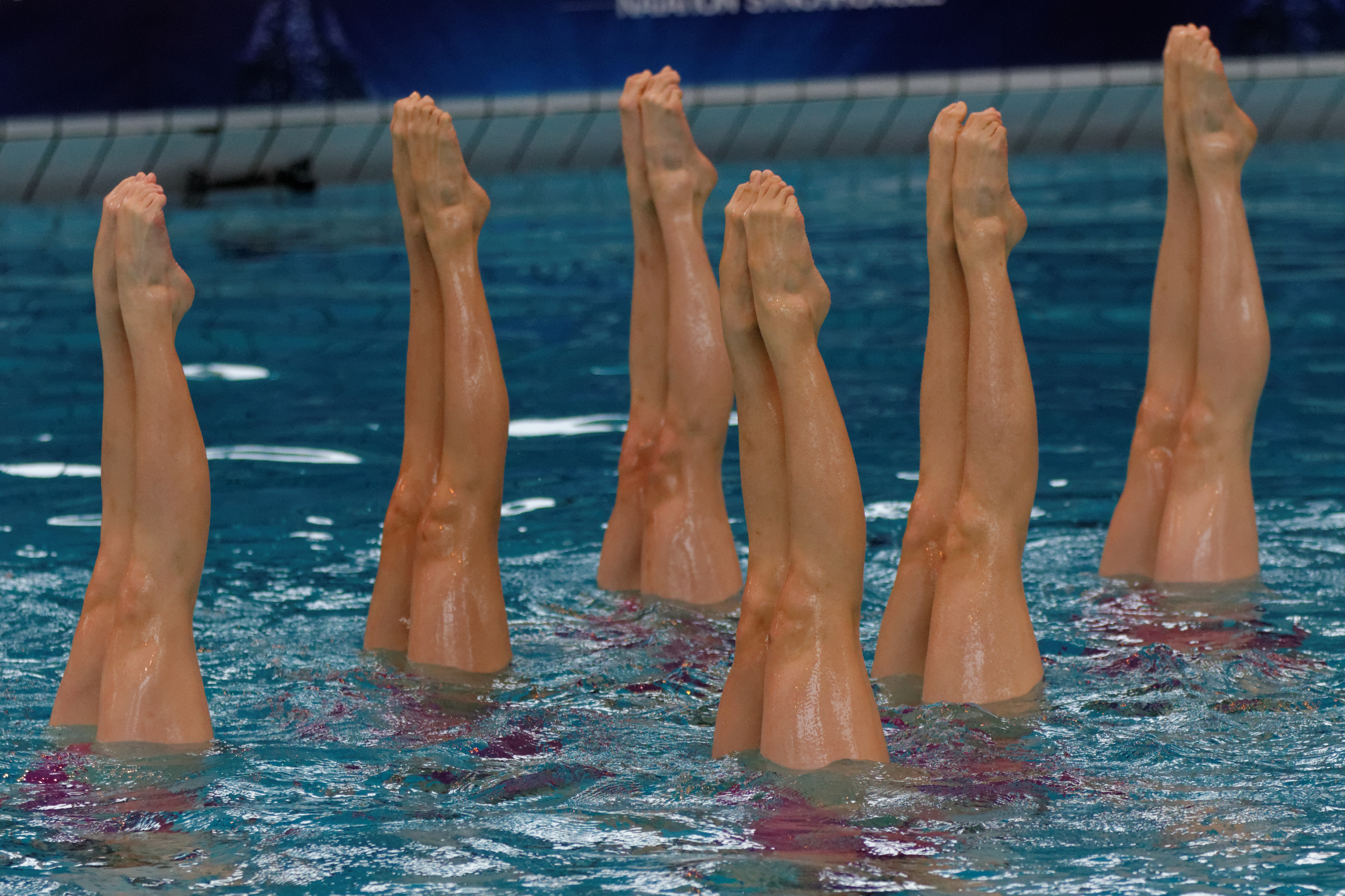
Det kinesiska laget utför en vertikal position på Open Make Up For Ever, Montreuil, 2013

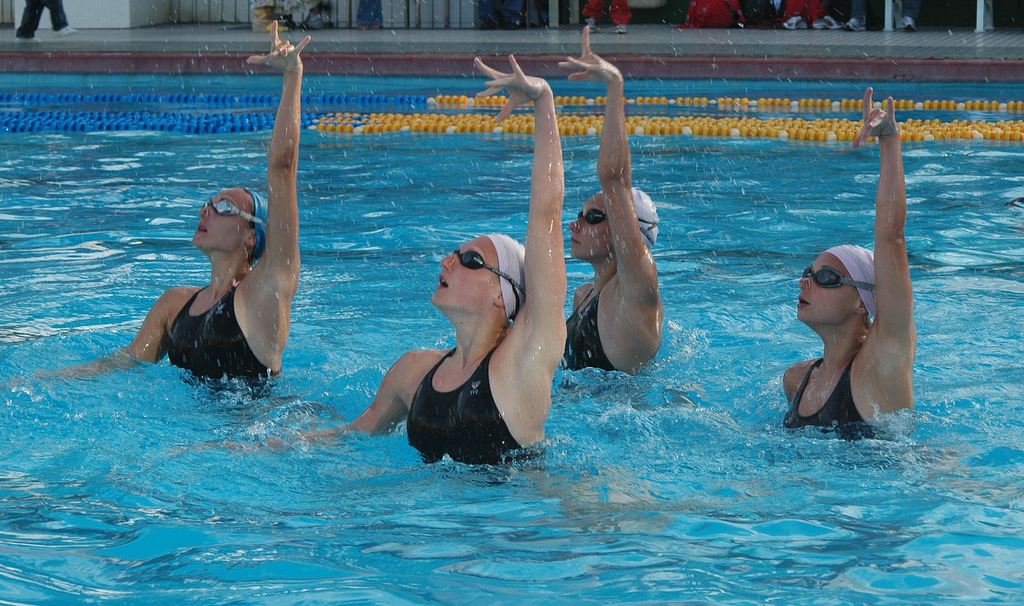
Ryska världsmästarna i konstsim tränar inför Europamästerskapet på Gran Canaria 2007.

Konstsim, eller artistisk simning, är en idrott som ingår i svensk simidrott och är en del av Riksidrottsförbundet.
Idrotten är en del av de Olympiska spelen sedan 1984. Man tävlar i två moment: musiksimning och figursimning. I figursimning och musiksimning kan domaren ge poäng från 0,0 till 10,0. 0,0 betyder att figuren var helt fel utförd. 10,0 betyder perfekt enligt FINAS regelverk. I musiksimning ges poängen av olika domare som tittar på olika saker i musikprogrammet. Det finns domare som dömer svårigheten, det artistiska och det tekniska.

## Historik
De första tävlingarna i konstsim arrangerades 1891 i Berlin och året därpå i London; endast manliga tävlande deltog. Snart upptäcktes dock att kvinnor var minst lika lämpliga som konstsimmare, bland annat för att deras kroppar hade en större flytkraft (inte minst i benen).
Den australienska simmaren Annette Kellerman var en föregångare genom att uppträda i en vattentank av glas i New York 1907. På 1920- och 1930-talen utvecklade Katherine (Katharine) Whitney ”Kay” Curtis vid bland annat Chicago Teachers College (1938), något som liknade konstsim, som motion för kvinnor. Senare grundade hon vattenbaletten Modern Mermaids. Hennes Modern Mermaids kan ses som en modell för Esther Williams vattenshower.
I samband med säkerhetskurserna vid Royal Life Saving Society utvecklade på 1920-talet en grupp kanadensiska kvinnor, ledda av vattenpolospelaren och dykaren Margaret Shearer (senare Mrs Peg Seller) vad de kallade ”ornamental swimming”. Det rörde sig i grunden om nya tillämpningar av kända livräddnings- och simtekniker. I Montréal arrangerades 1934 det första officiella provinsmästerskapet i Québec för konstsim, med Margaret Shearer som segrare.
Efter det vann sporten mark framförallt i USA. Män deltog till en början, bland annat i parprogram. Gradvis kom konstsim att domineras av kvinnor. Internationella tävlingar växte fram och konstsim var uppvisningsgren vid Panamerikanska spelen i Buenos Aires 1951, olympisk uppvisningsgren i Helsingfors 1954. Konstsim invigde VM i simning i Belgrad 1973.
Officiell olympisk gren blev konstsimsporten i samband med olympiaden i Los Angeles 1984, då som renodlad kvinnogren. Konstsimtävlingar i OS sker numera med par- respektive lagprogram. Män är förbjudna att delta i OS.

## Tävlingsklasser
- C (12 and under): upp till 12 år

- B (13-15): 13–15 år
- A (Junior): 16–18 år
- Senior: över 18 år
- Master: över 25 år